# Kenneth Harlan
Kenneth Harlan (26 de julio de 1895 - 6 de marzo de 1967) fue un actor cinematográfico de nacionalidad estadounidense de la época del cine mudo, intérprete principalmente de personajes románticos y aventureros.

## Carrera
Nacido en Boston, Massachusetts, se graduó en la Universidad de Fordham, en Nueva York. Harlan actuó por primera vez en el teatro en 1899 en la obra More Than A Queen, como apoyo de la actriz Julia Arthur. A lo largo de casi todo 1916 Harlan viajó en gira con una compañía de bailarines que encabezaba la futura intérprete de Ziegfeld Evan Burrows Fontaine.
La carrera de Harlan se extendió más de 25 años, trabajando en unos 200 largometrajes y seriales. Harlan entró en el mundo del cine en 1916 como primer intérprete masculino a las órdenes de D.W. Griffith, trabajando posteriormente con Constance Talmadge, Lois Weber, Mary Pickford, Katherine MacDonald, y Anna May Wong, entre otras actrices. Harlan estaba dotado para el drama y la comedia, y rodó varios westerns. Pasó con éxito la transición al cine sonoro, llegando incluso a cantar en algunos filmes, aunque las cintas en las que actuó fueron de carácter menor. Aun así, Harlan trabajó hasta 1943, año en el cual se retiró.

## Vida personal
Harlan se casó ocho veces, siendo una de sus esposas la estrella de cine mudo Marie Prevost. Fue sobrino del actor y comediante Otis Harlan.
Harlan era mayor de lo que indicaba su año de nacimiento, 1895. En 1909 interpretaba primeros papeles como adulto o papeles coprotagonistas junto a actrices como Ethel Barrymore. Existe un fotograma de Harlan en la obra interpretada por Barrymore Lady Frederick en Seattle en julio de 1909. Si su año de nacimiento hubiera sido 1895, Harlan tendría entonces únicamente 14 pero el hombre que está junto a Ethel Barrymore, así como el resto del reparto, son considerablemente mayores de 14 años. Por otra parte, no existen evidencias de que Harlan tuviera en la época algún familiar dedicado al teatro.
Kenneth Harlan falleció en 1967 en Sacramento (California), a causa de un aneurisma. Fue enterrado en el Cementerio Hollywood Forever de Los Ángeles, California.      

## Filmografía
| - Nearly Eighteen (1943) - The Masked Marvel (1943) - The Underdog (1943) - Melody Parade (1943) - The Law Rides Again (1943) - Girls in Chains (1943) - Daredevils of the West (1943) - Wild Horse Stampede (1943) - You Can't Beat the Law (1943) - Foreign Agent (1942) - Phantom Killer (1942) - Bandit Ranger (1942) - Deep in the Heart of Texas (1942) - Perils of the Royal Mounted (1942) - The Corpse Vanishes (1942) - The Dawn Express (1942) - Klondike Fury (1942) - Black Dragons (1942) - Sleepytime Gal (1942) - Dick Tracy vs. Crime Inc. (1941) - Fighting Bill Fargo (1941) - Dangerous Lady (1941) - King of Dodge City (1941) - Wide Open Town (1941) - Bullets for O'Hara (1941) - Desperate Cargo (1941) - Paper Bullets (1941) - Secret Evidence (1941) - Pride of the Bowery (1940) - Mysterious Doctor Satan (1940) - A Little Bit of Heaven (1940) - Prairie Schooners (1940) - Doomed to Die (1940) - Murder in the Air (1940) - Santa Fe Marshal (1940) - Heroes in Blue (1939) - Dick Tracy's G-Men (1939) - Range War (1939) - Port of Hate (1939) - On Trial (1939) - Sunset Trail (1939) - The Duke of West Point (1938) - Little Adventuress (1938) - The Headleys at Home (1938) - Law of the Texan (1938) - The Wages of Sin (1938) - Pride of the West (1938) - Held for Ransom (1938) - Whirlwind Horseman (1938) - Under Western Stars (1938) - Accidents Will Happen (1938) - Blondes at Work (1938) - Swing It, Sailor! (1938) - Saleslady (1938) - Wallaby Jim of the Islands (1937) - The Mysterious Pilot (1937) - The Shadow Strikes (1937) - Renfrew of the Royal Mounted (1937) - Wine, Women and Horses (1937) - Paradise Isle (1937) - Blazing Sixes (1937) - Gunsmoke Ranch (1937) - Marked Woman (1937) - A Million to One (1937) - Penrod and Sam (1937) - Trail Dust (1936) - Flying Hostess (1936) - Hideaway Girl (1936) - They Met in a Taxi (1936) - The Case of the Velvet Claws (1936) - China Clipper (1936) - Public Enemy's Wife (1936) - San Francisco (1936) - The Walking Dead (1936) - Song of the Saddle (1936) - Movie Maniacs (1936) - Man Hunt (1936) - Cappy Ricks Returns (1935) - Wanderer of the Wasteland (1935) - The Widow in Scarlet (1932) - The Shadow of the Eagle (1932) - Danger Island (1931) | - Air Police (1931) - Finger Prints (1931) - Women Men Marry (1931) - Under Montana Skies (1930) - Paradise Island (1930) - Man, Woman and Wife (1929) - United States Smith (1928) - Midnight Rose (1928) - Code of the Air (1928) - Willful Youth (1927) - Streets of Shanghai (1927) - Cheating Cheaters (1927) - Stage Kisses (1927) - Easy Pickings (1927) - Twinkle Toes (1926) - The Ice Flood (1926) - The Sap (1926) - The King of the Turf (1926) - The Fighting Edge (1926) - The Golden Strain (1925) - Bobbed Hair (1925) - Ranger of the Big Pines (1925) - The Marriage Whirl (1925) - Drusilla with a Million (1925) - The Crowded Hour (1925) - The Re-Creation of Brian Kent (1925) - Two Shall Be Born (1924) - On the Stroke of Three (1924) - For Another Woman (1924) - Soiled (1924) - White Man (1924) - Butterfly (1924) - The Man Without a Heart (1924) - The Virgin (1924) - Poisoned Paradise (1924) - April Showers (1923) - The Virginian (1923) - The Broken Wing (1923) - A Man's Man (1923) - East Side - West Side (1923) - Temporary Marriage (1923) - Little Church Around the Corner (1923) - The Girl Who Came Back (1923) - The Beautiful and Damned (1922) - Thorns and Orange Blossoms (1922) - The Toll of the Sea (1922) - The World's a Stage (1922) - The Married Flapper (1922) - I Am the Law (1922) - The Primitive Lover (1922) - Polly of the Follies (1922) - Received Payment (1922) - Dawn of the East (1921) - Woman's Place (1921) - The Barricade (1921) - Nobody (1921) - Lessons in Love (1921) - Mama's Affair (1921) - Dangerous Business (1920) - Love, Honor and Obey (1920) - The Penalty (1920/I) - Going Some (1920) - Dollars and Sense (1920) - The Turning Point (1920) - The Trembling Hour (1919) - The Hoodlum (1919) - The Microbe (1919) - The Law That Divides (1918) - Her Body in Bond (1918) - Midnight Madness (1918) - A Model's Confession (1918) - The Marriage Lie (1918) - The Wine Girl (1918) - The Wife He Bought (1918) - My Unmarried Wife (1918) - A Man's Man (1918) - The Lash of Power (1917) - The Price of a Good Time (1917) - The Flame of the Yukon (1917) - Cheerful Givers (1917) - Betsy's Burglar (1917) |